# Johann Bär
Johann Bär (* 3. August 1855 in Nonnhof; † 21. Oktober 1936 in Woppenthal) war ein bayerischer Politiker. Er war Mitglied der Bayerischen Volkspartei.

## Leben
Bär leistete von 1876 bis 1879 seinen Militärdienst in Eichstätt ab. 1880 übernahm er das elterliche Anwesen in Woppenthal.
Von 1893 bis 1899 war er Mitglied des Kammer der Abgeordneten. Ab 1900 war er Bürgermeister in Frechetsfeld und anschließend in Woppenthal. Außerdem gehörte er dem Bezirksausschuss des Bezirksamts Sulzbach an. Von 1905 bis 1918 war er Mitglied des Landrats des Kreises Oberpfalz und Regensburg.
Von 1919 bis 1920 gehörte er erneut dem Bayerischen Landtag an.
Bär wurde zum Ökonomierat ernannt.